# Shake
«Shake» es el primer sencillo del cantante estadounidense Jesse McCartney, de su cuarto álbum de estudio Have It All, el cual fue cancelado.

## Información
El sencillo fue lanzado en las radios en el mes de septiembre y estrenado oficialmente el 6 de septiembre en el canal de Hollywood Records en YouTube, y lanzado digitalmente el 21 del mismo mes. A partir de enero de 2011, el sencillo ha vendido más de 305,000 ejemplares.

### Lista de canciones
Descarga digital
1. Shake — 3:10

CD Sencillo
1. Shake — 3:10
2. Shake — 3:10
3. Shake — 3:10

## Video musical
El video musical fue grabado el 26 de octubre de 2010, bajo la dirección de Toben Seymour y la coreografía de Fly. Fue estrenado oficialmente el 16 de noviembre de 2010 y lanzado digitalmente en iTunes el 2 de diciembre del mismo año.

## Promoción
McCartney presentó la canción el 19 de octubre de 2010 en el programa Live! with Regis and Kelly.

## Listas
| Lista (2010-2011)                                    | Posición |
| ---------------------------------------------------- | -------- |
| CHR/Top 40 National Airplay                          | 18       |
| WKSZ-FM/Appleton-Oshkosh, WI (Top 40)                | 12       |
| WIXX-FM/Appleton-Oshkosh, WI (Top 40)                | 16       |
| KSYN-FM/Joplin, MO (Top 40)                          | 9        |
| WMGI-FM/Terre Haute, IN (Top 40)                     | 14       |
| WSTO-FM/Evansille, IN (Top 40)                       | 18       |
| KNDE-FM/Bryan-College Station, TX (Top 40)           | 13       |
| KSLZ-FM/St. Louis, MO (Top 40)                       | 18       |
| KFTZ-FM/Idaho Falls, ID (Top 40)                     | 17       |
| KTRS-FM/Casper, WY (Top 40)                          | 9        |
| WHTZ-FM/New York, NY (Top 40)                        | 24       |
| WEZB-FM/New Orleans, LA (Top 40)                     | 23       |
| KFRX-FM/Lincoln, NE (Top 40)                         | 13       |
| KWTX-FM/Waco, TX (Top 40)                            | 19       |
| KCLD-FM/St. Cloud, MN (Top 40)                       | 13       |
| WDJQ-FM/Canton, OH (Top 40)                          | 16       |
| WKSS-FM/Hartford-New Britain-Middletown, CT (Top 40) | 28       |
| KHTT-FM/Tulsa, OK (Top 40)                           | 12       |
| WNKI-FM/Elmira-Corning, NY (Top 40)                  | 11       |
| WILN-FM/Panama City, FL (Top 40)                     | 30       |
| KIFS-FM/Medford-Ashland, OR (Top 40)                 | 13       |
| KXXM-FM/San Antonio, TX (Top 40)                     | 26       |
| WHYI-FM/Miami-Ft. Lauderdale-Hollywood, FL (Top 40)  | 30       |
| KQCH-FM/Omaha-Council Bluffs, NE (Top 40)            | 4        |
| KWYL-FM/Reno, NV (Top 40)                            | 14       |
| KWNZ-FM/Reno, NV (Top 40)                            | 23       |
| KZHT-FM/Salt Lake City, UT (Top 40)                  | 22       |
| WABB-FM/Mobile, AL (Top 40)                          | 25       |
| WGIC-FM/Cookeville, TN (Top 40)                      | 21       |
| KKOB-FM/Albuquerque, NM (Top 40)                     | 26       |
| WIFC-FM/Wausau-Stevens Point, WI (Top 40)            | 15       |
| iTunes USA                                           | 37       |
| iTunes USA Pop Songs                                 | 20       |
| iTunes Canadá                                        | 39       |
| iTunes Canadá Pop Songs                              | 24       |
| iTunes Grecia                                        | 37       |
| iTunes Grecia Pop Songs                              | 20       |
| Amazon Free MP3 Albums                               | 44.      |
| U.S. Billboard Hot 100                               | 54       |
| U.S. Billboard Pop Songs                             | 17       |
| U.S. Billboard Digital Songs                         | 63       |
| U.S. Billboard Radio Songs                           | 62       |
| U.S. Billboard AOL Radio                             | 12       |
| Hot Canadian Digital Songs                           | 70       |
| Filipinas Top 40                                     | 26       |
| Global Dance Songs                                   | 40       |
| Listas de fin de año                                 |          |
| MTV Top 25 Songs Of The Year                         | 24       |

## Lanzamiento
| Región         | Fecha                    | Formato          |
| -------------- | ------------------------ | ---------------- |
| Estados Unidos | 21 de septiembre de 2010 | Descarga digital |
| Estados Unidos | 21 de septiembre de 2010 | Radio            |
| Canadá         | 21 de septiembre de 2010 | Descarga digital |
| Taiwán         | 23 de noviembre de 2010  | Descarga digital |
| Tailandia      | 23 de noviembre de 2010  | Descarga digital |
| Filipinas      | 23 de noviembre de 2010  | Descarga digital |
| Singapur       | 23 de noviembre de 2010  | Descarga digital |